# Готтфрід Вебер
Готтфрід Людвіг Вебер (нім. Gottfried Ludwig Weber; 31 січня 1899, Бреслау — 16 серпня 1958) — німецький воєначальник, генерал-лейтенант вермахту (1 серпня 1944). Кавалер Лицарського хреста Залізного хреста з дубовим листям.

## Біографія
В 1917 році вступив у Імперську армію. Учасник Першої світової війни. 1 квітня 1920 року демобілізований. В 1934 році повернувся в армію. З 1 вересня 1938 року — командир 8-ї роти 23-го піхотного полку, з 1 вересня 1939 року — 1-го батальйону 162-го піхотного полку. Учасник Польської і Французької кампаній, а також німецько-радянської війни. З 1 квітня 1942 року — командир 176-го піхотного полку, був важко поранений. З 1 по 31 березня і з 1 по 30 червня 1943 року — командир 81-ї, з 1 по 31 травня 1943 року — 93-ї, з 30 квітня по 1 травня 1943 року — 61-ї піхотної дивізії.З 15 листопада 1943 року — командир 12-ї авіапольової дивізії, з 10 квітня 1945 року — 16-го армійського корпусу. Останні місяці війни провів у Курляндському котлі. 9 травня 1945 року здався радянським військам в Тукумі. 9 грудня 1949 року військовим трибуналом засуджений до 25 років таборів. 9 жовтня 1955 року переданий владі ФРН і звільнений. Загинув в автокатастрофі.

## Нагороди
- Почесний хрест ветерана війни
- Медаль «За вислугу років у Вермахті» 4-го класу (4 роки)
- Залізний хрест
  - 2-го класу (27 вересня 1939)
  - 1-го класу (20 жовтня 1939)
- Лицарський хрест Залізного хреста з дубовим листям
  - лицарський хрест (13 жовтня 1941)
  - дубове листя (№490; 9 червня 1944)
- Нагрудний знак «За поранення» в чорному
- Штурмовий піхотний знак в сріблі
- Медаль «За зимову кампанію на Сході 1941/42»
- Німецький хрест в золоті (16 лютого 1943)